# Jaume Alzina Sancho
Jaume Victor Alzina Sancho (Capdepera, 1890 - Cartagena, 1942) va ser un marí de guerra i polític mallorquí.
Va ser cartògraf de l'armada. Escrivent i delineant d'hidrografia el 1918 i auxiliar major d'hidrografia. Estigué destinat a Vigo, Granada, Madrid i Cadis (Instituto y Observatorio de Marina en San Fernando). El 1934 s'acollí a la Llei Azaña i passà a la situació de retirat. Durant la Segona República (1931-36), fou president de l'Agrupació Socialista de Capdepera. Iniciada la Guerra Civil, fugí amb una barca a Menorca des de sa Pedruscada (Capdepera), arribant l'11 de novembre del 1936 a Ciutadella amb cinc gabellins més: Bartomeu Gili Sirer "Buuc", Pere Pellicer Pascual "Barraqueta", Antoni Massanet Massanet "Carbó", Miquel Julià Melis "Pruna" i Sebastià Gayà Gelabert. Col·laborà amb la publicació socialista menorquina "Justicia Social" amb el pseudònim "Jas", i fou elegit (agost de 1937) president de la Federació Socialista Balear -FSB-. També fou president (agost de 1937-juny de 1938) i secretari (a partir del juny de 1938) del Secretariat Antifeixista de Mallorca a Menorca. Va ser president de l'Ateneu de Maó. Amb la caiguda de Menorca, s'exilià a França on va ser internat en un camp de refugiats. Al començament del decenni dels quaranta tornà a Mallorca on fou detingut i empresonat. Morí a la presó militar de Cartagena.